# Liste der Basketballspieler und -trainer der Seattle SuperSonics
Seattle SuperSonics war ein US-amerikanisches professionelles Basketballteam aus Seattle in Washington. Sie spielten in der Western, Pacific und Northwest Division der Western Conference innerhalb der National Basketball Association (NBA). Das Team trat der NBA im Jahr 1967 als Expansion Team bei und gewann ihren einzigen NBA-Titel im Jahr 1979. Die Sonics nahmen zudem insgesamt 22 Mal an den Play-offs teil. Ihre Heimspiele wurden in der KeyArena (ehemals Seattle Center Coliseum), für acht Saisons im Kingdome und eine Saison im Tacoma Dome ausgetragen.
Seattle begann mit dem Kaderaufbau während des NBA-Drafts 1967 und dem Expansion Draft im selben Jahr. Seitdem liefen 257 Spieler mindestens einmal für das Franchise auf. Sieben von ihnen wurden in die Naismith Memorial Basketball Hall of Fame aufgenommen: Patrick Ewing, Spencer Haywood, Šarūnas Marčiulionis, Gary Payton, David Thompson, Dennis Johnson und Lenny Wilkens. Wilkens wurde außerdem als Trainer in die Hall of Fame aufgenommen und ist mit 45 Dienstjahren der erfahrenste Trainer der NBA-Geschichte.
| * | Kennzeichnet Spieler, die in die Naismith Memorial Basketball Hall of Fame aufgenommen wurden.                       |
| ^ | Kennzeichnet Spieler, deren Rückennummern bei den SuperSonics nicht mehr vergeben werden.                            |
| + | Kennzeichnet Spieler, die in die Hall of Fame aufgenommen wurden und deren Rückennummern nicht mehr vergeben werden. |

## A
| Spieler            | Nationalität       | Trikotnummer/n | Position | Jahre          | Ausbildung     |
| ------------------ | ------------------ | -------------- | -------- | -------------- | -------------- |
| Zaid Abdul-Aziz    | Vereinigte Staaten | 35             | C/PF     | 1970–1971 1975 | Iowa State     |
| Mahdi Abdul-Rahman | Vereinigte Staaten | 42             | PG       | 1968 1973      | UCLA           |
| Henry Akin         | Vereinigte Staaten | 10             | C/PF     | 1967           | Morehead State |
| Lucius Allen       | Vereinigte Staaten | 42             | PG       | 1969           | UCLA           |
| Ray Allen          | Vereinigte Staaten | 34             | SG       | 2002–2006      | Connecticut    |
| Kenny Anderson     | Vereinigte Staaten | 17             | PG       | 2002           | Georgia Tech   |
| Greg Anthony       | Vereinigte Staaten | 2              | PG       | 1997           | UNLV           |
| Vincent Askew      | Vereinigte Staaten | 17, 2          | SG/SF    | 1992–1995      | Memphis        |
| Dennis Awtrey      | Vereinigte Staaten | 21             | C        | 1978 1980      | Santa Clara    |

## B
| Spieler          | Nationalität       | Trikotnummer/n | Position | Jahre          | Ausbildung           |
| ---------------- | ------------------ | -------------- | -------- | -------------- | -------------------- |
| James Bailey     | Vereinigte Staaten | 20             | PF/C     | 1979–1981      | Rutgers              |
| Vin Baker        | Vereinigte Staaten | 42             | PF       | 1997–2001      | Hartford             |
| Greg Ballard     | Vereinigte Staaten | 42             | PF       | 1988           | Oregon               |
| Mike Bantom      | Vereinigte Staaten | 40             | PF/C     | 1975–1976      | Saint Joseph’s       |
| Norton Barnhill  | Vereinigte Staaten | 10             | G        | 1976           | Washington State     |
| Dana Barros      | Vereinigte Staaten | 3, 11          | PG       | 1989–1992      | Boston College       |
| Brent Barry      | Vereinigte Staaten | 31             | SG       | 1999–2003      | Oregon State         |
| Drew Barry       | Vereinigte Staaten | 12             | SG       | 1998           | Georgia Tech         |
| Butch Beard      | Vereinigte Staaten | 21             | SG       | 1972           | Louisville           |
| Benoit Benjamin  | Vereinigte Staaten | 00             | C        | 1990–1992      | Creighton            |
| Tom Black        | Vereinigte Staaten | 12             | C        | 1970           | South Dakota State   |
| Cory Blackwell   | Vereinigte Staaten | 30             | SF       | 1984           | Wisconsin            |
| Calvin Booth     | Vereinigte Staaten | 52             | C        | 2001–2003      | Penn State           |
| Bob Boozer       | Vereinigte Staaten | 20             | PF       | 1969           | Kansas State         |
| Lazaro Borrell   | Kuba               | 11             | PF       | 1999           |                      |
| Charles Bradley  | Vereinigte Staaten | 30             | SG       | 1983           | Wyoming              |
| Frank Brickowski | Vereinigte Staaten | 33, 34         | PF/C     | 1984–1985 1995 | Penn State           |
| John Brisker     | Vereinigte Staaten | 40, 42         | SF/SG    | 1972–1974      | Toledo               |
| Fred Brown^      | Vereinigte Staaten | 32             | PG/SG    | 1971–1983      | Iowa                 |
| Tony Brown       | Vereinigte Staaten | 21             | SF/SG    | 1991           | Arkansas             |
| Rick Brunson     | Vereinigte Staaten | 5              | PG       | 2005           | Temple               |
| Tommy Burleson   | Vereinigte Staaten | 16             | C        | 1974–1976      | North Carolina State |

## C
| Spieler         | Nationalität       | Trikotnummer/n | Position | Jahre          | Ausbildung       |
| --------------- | ------------------ | -------------- | -------- | -------------- | ---------------- |
| Michael Cage    | Vereinigte Staaten | 44             | C/PF     | 1988–1993      | San Diego State  |
| Elden Campbell  | Vereinigte Staaten | 41             | C        | 2002           | Clemson          |
| Al Carlson      | Vereinigte Staaten | 35             | C        | 1975           | Oregon           |
| Bill Cartwright | Vereinigte Staaten | 24             | C        | 1994           | San Francisco    |
| Tom Chambers    | Vereinigte Staaten | 24             | C/PF     | 1983–1987      | Utah             |
| Mike Champion   | Vereinigte Staaten | 41             | PF       | 1988           | Gonzaga          |
| Archie Clark    | Vereinigte Staaten | 21             | PG       | 1974           | Minnesota        |
| Mateen Cleaves  | Vereinigte Staaten | 24             | PG       | 2004–2005      | Michigan State   |
| Barry Clemens   | Vereinigte Staaten | 43             | PF       | 1969–1971      | Ohio Wesleyan    |
| Nick Collison   | Vereinigte Staaten | 4              | PF       | 2004–2007      | Kansas           |
| Marty Conlon    | Irland             | 24             | PF/C     | 1991           | Providence       |
| Joe Cooper      | Vereinigte Staaten | 53             | PF/C     | 1984           | Colorado         |
| Dave Corzine    | Vereinigte Staaten | 42             | C        | 1990           | DePaul           |
| James Cotton    | Vereinigte Staaten | 4              | SG       | 1997–1998      | Long Beach State |
| Pete Cross      | Vereinigte Staaten | 41             | PF/C     | 1970–1971 1972 | San Francisco    |
| John Crotty     | Vereinigte Staaten | 22             | PG       | 1998           | Virginia         |
| Terry Cummings  | Vereinigte Staaten | 34             | PF/C     | 1996           | DePaul           |

## D
| Spieler          | Nationalität                              | Trikotnummer/n | Position | Jahre     | Ausbildung          |
| ---------------- | ----------------------------------------- | -------------- | -------- | --------- | ------------------- |
| Quintin Dailey   | Vereinigte Staaten                        | 20             | SG       | 1989–1990 | San Francisco       |
| Antonio Daniels  | Vereinigte Staaten                        | 33             | PG       | 2003–2004 | Bowling Green State |
| Emanual Davis    | Vereinigte Staaten                        | 15             | PG       | 1999–2000 | Delaware State      |
| Rod Derline      | Vereinigte Staaten                        | 25             | G        | 1974–1975 | Seattle             |
| James Donaldson  | Vereinigte Staaten Vereinigtes Königreich | 40             | C        | 1980–1982 | Washington State    |
| Jacky Dorsey     | Vereinigte Staaten                        | 34             | F        | 1980      | Georgia             |
| Predrag Drobnjak | Montenegro                                | 14             | C        | 2001–2002 | Efes Pilsen         |
| Charles Dudley   | Vereinigte Staaten                        | 12             | PG       | 1972      | Washington          |
| Ronald Dupree    | Vereinigte Staaten                        | 12             | SF       | 2007      | Louisiana State     |
| Kevin Durant     | Vereinigte Staaten                        | 35             | SF       | 2007      | Texas               |

## E
| Spieler         | Nationalität       | Trikotnummer/n | Position | Jahre               | Ausbildung       |
| --------------- | ------------------ | -------------- | -------- | ------------------- | ---------------- |
| Craig Ehlo      | Vereinigte Staaten | 3              | SG       | 1996                | Washington State |
| Dale Ellis      | Vereinigte Staaten | 3              | SG/SF    | 1986–1990 1997–1998 | Tennessee        |
| Pervis Ellison  | Vereinigte Staaten | 29             | C        | 2000                | Louisville       |
| Francisco Elson | Niederlande        | 16             | C        | 2007                | California       |
| Reggie Evans    | Vereinigte Staaten | 34, 30         | PF       | 2002–2005           | Iowa             |
| Patrick Ewing*  | Vereinigte Staaten | 33             | C        | 2000                | Georgetown       |

## F
| Spieler       | Nationalität       | Trikotnummer/n | Position | Jahre     | Ausbildung               |
| ------------- | ------------------ | -------------- | -------- | --------- | ------------------------ |
| Jim Farmer    | Vereinigte Staaten | 21             | PG/SG    | 1989      | Alabama                  |
| Noel Felix    | Vereinigte Staaten | 16             | PF       | 2005      | Fresno State             |
| Al Fleming    | Vereinigte Staaten | 30             | F        | 1977      | Arizona                  |
| Alphonso Ford | Vereinigte Staaten | 3              | SG       | 1993      | Mississippi Valley State |
| Jake Ford     | Vereinigte Staaten | 33             | G        | 1970–1971 | Maryland Eastern Shore   |
| Sherell Ford  | Vereinigte Staaten | 1              | SF       | 1995      | Illinois (Chicago)       |
| Joseph Forte  | Vereinigte Staaten | 40             | SG       | 2002      | North Carolina           |
| Danny Fortson | Vereinigte Staaten | 21             | PF       | 2004–2006 | Cincinnati               |
| Greg Foster   | Vereinigte Staaten | 44             | PF/C     | 1999      | UTEP                     |
| Jim Fox       | Vereinigte Staaten | 31             | PF/C     | 1972–1974 | South Carolina           |

## G
| Spieler          | Nationalität       | Trikotnummer/n | Position | Jahre     | Ausbildung           |
| ---------------- | ------------------ | -------------- | -------- | --------- | -------------------- |
| Mickaël Gelabale | Frankreich         | 15             | SF       | 2006–2007 | Real Madrid          |
| Dick Gibbs       | Vereinigte Staaten | 21             | SF/SG    | 1973      | UTEP                 |
| Eddie Gill       | Vereinigte Staaten | 6              | PG       | 2007      | Weber State          |
| Kendall Gill     | Vereinigte Staaten | 13             | SG/SF    | 1993–1994 | Illinois             |
| Herm Gilliam     | Vereinigte Staaten | 3              | G/SF     | 1975      | Purdue               |
| Greg Graham      | Vereinigte Staaten | 21             | SG       | 1996      | Indiana              |
| Horace Grant     | Vereinigte Staaten | 54             | PF/C     | 1999      | Clemson              |
| Leonard Gray     | Vereinigte Staaten | 11             | PF       | 1974–1976 | Cal State-Long Beach |
| Jeff Green       | Vereinigte Staaten | 22             | SF/PF    | 2007      | Georgetown           |
| Mike Green       | Vereinigte Staaten | 23             | C/PF     | 1976–1977 | Louisiana Tech       |
| John Greig       | Vereinigte Staaten | 22             | F        | 1982      | Oregon               |
| Adrian Griffin   | Vereinigte Staaten | 22             | G/SF     | 2007      | Seton Hall           |

## H
| Spieler                 | Nationalität       | Trikotnummer/n | Position | Jahre     | Ausbildung          |
| ----------------------- | ------------------ | -------------- | -------- | --------- | ------------------- |
| Al Hairston             | Vereinigte Staaten | 25             | PG       | 1968–1969 | Bowling Green State |
| Lars Hansen             | Dänemark Kanada    | 22             | C        | 1978      | Washington          |
| Bill Hanzlik            | Vereinigte Staaten | 22             | SG/SF    | 1980–1981 | Notre Dame          |
| Art Harris              | Vereinigte Staaten | 12             | G        | 1968–1969 | Stanford            |
| Antonio Harvey          | Vereinigte Staaten | 24, 4          | PF/C     | 1996 2001 | Pfeiffer            |
| Joe Hassett             | Vereinigte Staaten | 10             | SG       | 1977–1978 | Providence          |
| Steve Hawes             | Vereinigte Staaten | 10             | C        | 1982–1983 | Washington          |
| Hersey Hawkins          | Vereinigte Staaten | 33             | SG       | 1995–1998 | Bradley             |
| Steve Hayes             | Vereinigte Staaten | 41             | C        | 1983      | Idaho State         |
| Spencer Haywood+        | Vereinigte Staaten | 24             | PF/C     | 1970–1974 | Detroit             |
| Gar Heard               | Vereinigte Staaten | 40             | PF       | 1970–1972 | Oklahoma            |
| Gerald Henderson senior | Vereinigte Staaten | 15             | PG       | 1984–1986 | VCU                 |
| Rod Higgins             | Vereinigte Staaten | 55             | PF/C     | 1985      | Fresno State        |
| Armond Hill             | Vereinigte Staaten | 24             | PG       | 1980–1981 | Princeton           |
| Byron Houston           | Vereinigte Staaten | 21             | PF       | 1994      | Oklahoma State      |
| Stephen Howard          | Vereinigte Staaten | 44             | PF       | 1997      | DePaul              |
| John Hummer             | Vereinigte Staaten | 14, 42         | PF/C     | 1973–1975 | Princeton           |

## J
| Spieler         | Nationalität       | Trikotnummer/n | Position | Jahre     | Ausbildung   |
| --------------- | ------------------ | -------------- | -------- | --------- | ------------ |
| Wardell Jackson | Vereinigte Staaten | 30             | SF       | 1974      | Ohio State   |
| Jerome James    | Vereinigte Staaten | 33, 13         | C        | 2001–2004 | Florida A&M  |
| Avery Johnson   | Vereinigte Staaten | 15             | PG       | 1988–1989 | Southern     |
| Clay Johnson    | Vereinigte Staaten | 34             | SG       | 1983      | Missouri     |
| Clemon Johnson  | Vereinigte Staaten | 45             | C/PF     | 1986–1987 | Florida A&M  |
| Dennis Johnson* | Vereinigte Staaten | 24             | PG       | 1976–1979 | Pepperdine   |
| Eddie Johnson   | Vereinigte Staaten | 22, 8          | SF       | 1990–1992 | Illinois     |
| Edward Johnson  | Vereinigte Staaten | 15             | SG       | 1986      | Auburn       |
| Ervin Johnson   | Vereinigte Staaten | 50             | C        | 1993–1995 | New Orleans  |
| John Johnson    | Vereinigte Staaten | 27             | SF       | 1977–1981 | Iowa         |
| Steve Johnson   | Vereinigte Staaten | 33             | PF/C     | 1989      | Oregon State |
| Vinnie Johnson  | Vereinigte Staaten | 15             | SG       | 1979–1980 | Baylor       |

## K
| Spieler         | Nationalität       | Trikotnummer/n | Position | Jahre     | Ausbildung       |
| --------------- | ------------------ | -------------- | -------- | --------- | ---------------- |
| Bob Kauffman    | Vereinigte Staaten | 22             | PF/C     | 1968      | Guilford         |
| Greg Kelser     | Vereinigte Staaten | 3              | SF       | 1981–1982 | Michigan State   |
| Shawn Kemp      | Vereinigte Staaten | 40             | PF       | 1989–1996 | Trinity Valley   |
| Joe Kennedy     | Vereinigte Staaten | 34             | SF       | 1968–1969 | Duke             |
| Jerome Kersey   | Vereinigte Staaten | 7              | SF       | 1997      | Longwood         |
| Chris King      | Vereinigte Staaten | 35             | PF/SF    | 1997      | Wake Forest      |
| Reggie King     | Vereinigte Staaten | 51             | PF/SF    | 1983–1984 | Alabama          |
| Rich King       | Vereinigte Staaten | 25, 45         | C        | 1991–1994 | Nebraska         |
| Curtis Kitchen  | Vereinigte Staaten | 42             | PF       | 1986      | South Florida    |
| Bart Kofoed     | Vereinigte Staaten | 23             | PG       | 1991      | Nebraska–Kearney |
| Don Kojis       | Vereinigte Staaten | 44, 22         | SF       | 1970–1971 | Marquette        |
| Tommy Kron      | Vereinigte Staaten | 11             | SG       | 1967–1968 | Kentucky         |
| İbrahim Kutluay | Türkei             | 11             | SG       | 2004      | Ülkerspor        |

## L
| Spieler          | Nationalität       | Trikotnummer/n | Position | Jahre     | Ausbildung      |
| ---------------- | ------------------ | -------------- | -------- | --------- | --------------- |
| Tom LaGarde      | Vereinigte Staaten | 23             | C/PF     | 1978–1979 | North Carolina  |
| Rashard Lewis    | Vereinigte Staaten | 7              | SF/PF    | 1998–2006 | Alief Elsik HS  |
| Alton Lister     | Vereinigte Staaten | 53             | PF/C     | 1986–1988 | Arizona State   |
| Randy Livingston | Vereinigte Staaten | 9, 14          | PG       | 2001 2006 | Louisiana State |
| Art Long         | Vereinigte Staaten | 35             | PF       | 2001      | Cincinnati      |
| Plummer Lott     | Vereinigte Staaten | 43             | SF/SG    | 1967–1968 | Seattle         |
| Bob Love         | Vereinigte Staaten | 10             | SF       | 1976      | Southern A&M    |
| John Lucas       | Vereinigte Staaten | 20             | PG       | 1988      | Maryland        |
| Maurice Lucas    | Vereinigte Staaten | 20             | PF       | 1986      | Marquette       |

## M
| Spieler               | Nationalität                   | Trikotnummer/n | Position | Jahre     | Ausbildung           |
| --------------------- | ------------------------------ | -------------- | -------- | --------- | -------------------- |
| Don MacLean           | Vereinigte Staaten             | 24             | PF       | 1998      | UCLA                 |
| Šarūnas Marčiulionis* | Litauen                        | 30             | SG       | 1994      | Vilnius              |
| Donyell Marshall      | Vereinigte Staaten             | 42             | PF       | 2007      | Connecticut          |
| Vester Marshall       | Vereinigte Staaten             | 45             | F        | 1973      | Oklahoma             |
| Brian Martin          | Vereinigte Staaten             | 35             | PF       | 1985      | Kansas               |
| Desmond Mason         | Vereinigte Staaten             | 24             | SG/SF    | 2000–2002 | Oklahoma State       |
| Vernon Maxwell        | Vereinigte Staaten             | 3              | SG       | 1999      | Florida              |
| Tim McCormick         | Vereinigte Staaten             | 40             | C        | 1984–1985 | Michigan             |
| Jelani McCoy          | Vereinigte Staaten             | 34             | C        | 1998–2000 | UCLA                 |
| Scooter McCray        | Vereinigte Staaten             | 21             | SG/SF    | 1983–1984 | Louisville           |
| Xavier McDaniel       | Vereinigte Staaten             | 34             | SF       | 1985–1990 | Wichita State        |
| Jim McDaniels         | Vereinigte Staaten             | 44             | PF/C     | 1972–1973 | Western Kentucky     |
| Jim McIlvaine         | Vereinigte Staaten             | 22             | C        | 1996–1997 | Marquette            |
| Kennedy McIntosh      | Vereinigte Staaten             | 40, 43         | PF       | 1972–1973 | Eastern Michigan     |
| Derrick McKey         | Vereinigte Staaten             | 31             | SF       | 1987–1992 | Alabama              |
| Nate McMillan^        | Vereinigte Staaten             | 10             | SF/SF    | 1986–1997 | North Carolina State |
| Scott Meents          | Vereinigte Staaten             | 50, 8          | PF       | 1989–1990 | Illinois             |
| Tom Meschery          | Vereinigte Staaten Mandschukuo | 14             | PF       | 1967–1970 | Saint Mary’s College |
| Mikki Moore           | Vereinigte Staaten             | 33             | PF/C     | 2005      | Nebraska             |
| Erwin Mueller         | Vereinigte Staaten             | 24             | PF/C     | 1968      | San Francisco        |
| Ronald Murray         | Vereinigte Staaten             | 15, 22         | PG/SG    | 2002–2005 | Shaw                 |
| Dorie Murrey          | Vereinigte Staaten             | 41             | PF/C     | 1967–1969 | Detroit              |

## N
| Spieler        | Nationalität       | Trikotnummer/n | Position | Jahre     | Ausbildung   |
| -------------- | ------------------ | -------------- | -------- | --------- | ------------ |
| Ira Newble     | Vereinigte Staaten | 14             | SF/PF    | 2007      | Miami (Ohio) |
| Moochie Norris | Vereinigte Staaten | 6              | PG       | 1998      | West Florida |
| Willie Norwood | Vereinigte Staaten | 15             | PF       | 1975–1976 | Alcorn State |

## O
| Spieler         | Nationalität       | Trikotnummer/n | Position | Jahre     | Ausbildung   |
| --------------- | ------------------ | -------------- | -------- | --------- | ------------ |
| Frank Oleynick  | Vereinigte Staaten | 44             | PG       | 1975–1976 | Seattle      |
| Kevin Ollie     | Vereinigte Staaten | 8              | PG       | 2002      | Connecticut  |
| Bud Olsen       | Vereinigte Staaten | 24             | PF/C     | 1967      | Louisville   |
| Billy Owens     | Vereinigte Staaten | 30             | SF/SG    | 1998      | Syracuse     |
| Olumide Oyedeji | Nigeria            | 00             | C        | 2000–2001 | DJK Würzburg |

## P
| Spieler           | Nationalität       | Trikotnummer/n | Position | Jahre          | Ausbildung     |
| ----------------- | ------------------ | -------------- | -------- | -------------- | -------------- |
| Gerald Paddio     | Vereinigte Staaten | 21             | SF/SG    | 1992           | UNLV           |
| Ruben Patterson   | Vereinigte Staaten | 21             | SF       | 1999–2000      | Cincinnati     |
| Gary Payton*      | Vereinigte Staaten | 2, 20          | G        | 1990–2002      | Oregon State   |
| Sam Perkins       | Vereinigte Staaten | 14             | C        | 1992–1997      | North Carolina |
| Chuck Person      | Vereinigte Staaten | 45             | SF       | 1999           | Auburn         |
| Johan Petro       | Frankreich         | 27             | C        | 2005–2006      | Pau-Orthez     |
| Mike Phelps       | Vereinigte Staaten | 25             | SG       | 1985–1986      | Alcorn State   |
| Ricky Pierce      | Vereinigte Staaten | 21, 22         | SG/SF    | 1990–1993      | Rice           |
| Olden Polynice    | Haiti              | 23, 0          | C        | 1987–1990 1998 | Virginia       |
| David Pope        | Vereinigte Staaten | 51             | F        | 1985           | Norfolk State  |
| Witalij Potapenko | Ukraine            | 9              | C        | 2002–2005      | Wright State   |

## R
| Spieler             | Nationalität       | Trikotnummer/n | Position | Jahre     | Ausbildung      |
| ------------------- | ------------------ | -------------- | -------- | --------- | --------------- |
| Mark Radford        | Vereinigte Staaten | 30             | PG/SG    | 1981–1982 | Oregon State    |
| Vladimir Radmanović | Serbien            | 77             | SF/PF    | 2001–2005 | KK FMP          |
| Jerry Reynolds      | Vereinigte Staaten | 35             | SG/SF    | 1988      | Louisiana State |
| Luke Ridnour        | Vereinigte Staaten | 8              | PG       | 2003–2007 | Oregon          |
| Jackie Robinson     | Vereinigte Staaten | 22             | SF       | 1978      | UNLV            |
| Bob Rule            | Vereinigte Staaten | 45             | PF/C     | 1967–1971 | Colorado State  |

## S
| Spieler           | Nationalität       | Trikotnummer/n | Position | Jahre          | Ausbildung             |
| ----------------- | ------------------ | -------------- | -------- | -------------- | ---------------------- |
| Steve Scheffler   | Vereinigte Staaten | 55             | C/PF     | 1992–1996      | Purdue                 |
| Russ Schoene      | Vereinigte Staaten | 40             | PF       | 1986–1988      | UTC                    |
| Detlef Schrempf   | Deutschland        | 11             | SF/PF    | 1993–1998      | Washington             |
| John Schweitz     | Vereinigte Staaten | 35             | SG       | 1984           | Richmond               |
| Bruce Seals       | Vereinigte Staaten | 45             | PF       | 1975–1977      | Xavier (Louisiana)     |
| Brad Sellers      | Vereinigte Staaten | 2              | PF/C     | 1989           | Ohio State             |
| Mouhamed Sene     | Senegal            | 18             | C        | 2006–2007      | RBC Verviers-Pepinster |
| Ansu Sesay        | Vereinigte Staaten | 45, 5          | PF       | 2001–2003      | Mississippi            |
| Lonnie Shelton    | Vereinigte Staaten | 8              | PF/C     | 1978–1981      | Oregon State           |
| Gene Short        | Vereinigte Staaten | 20             | SF       | 1975           | Jackson State          |
| John Shumate      | Vereinigte Staaten | 34             | PF/C     | 1980           | Notre Dame             |
| Jack Sikma^       | Vereinigte Staaten | 43             | PF/C     | 1977–1985      | Illinois Wesleyan      |
| Paul Silas        | Vereinigte Staaten | 35, 36         | PF/SF    | 1977–1979      | Creighton              |
| Talvin Skinner    | Vereinigte Staaten | 22             | SF/SG    | 1974–1975      | Maryland Eastern Shore |
| Leon Smith        | Vereinigte Staaten | 35             | PF       | 2003           | King College Prep HS   |
| Phil Smith        | Vereinigte Staaten | 20             | SG       | 1981–1982      | San Francisco          |
| Eric Snow         | Vereinigte Staaten | 3, 13          | PG       | 1995–1997      | Michigan State         |
| Dick Snyder       | Vereinigte Staaten | 10, 11         | SF/SG    | 1969–1973 1978 | Davidson               |
| Ricky Sobers      | Vereinigte Staaten | 14             | PG       | 1984–1985      | UNLV                   |
| Elmore Spencer    | Vereinigte Staaten | 27             | C        | 1996           | UNLV                   |
| Isaac Stallworth  | Vereinigte Staaten | 15             | SF/SG    | 1972–1973      | Kansas                 |
| Terence Stansbury | Vereinigte Staaten | 44             | SG       | 1986           | Temple                 |
| Vladimir Stepania | Georgien           | 5              | C        | 1998–1999      | KK Union Olimpija      |
| Larry Stewart     | Vereinigte Staaten | 23             | SF       | 1996           | Coppin State           |
| Alex Stivrins     | Vereinigte Staaten | 42             | PF       | 1985           | Colorado               |
| Jon Sundvold      | Vereinigte Staaten | 20             | SG       | 1983–1984      | Missouri               |
| Robert Swift      | Vereinigte Staaten | 31             | C        | 2004–2007      | Bakersfield HS         |
| Wally Szczerbiak  | Vereinigte Staaten | 3              | SF/SG    | 2007           | Miami (Ohio)           |

## T
| Spieler         | Nationalität       | Trikotnummer/n | Position | Jahre          | Ausbildung           |
| --------------- | ------------------ | -------------- | -------- | -------------- | -------------------- |
| Kurt Thomas     | Vereinigte Staaten | 44             | PF/C     | 2007           | Texas Christian      |
| David Thompson* | Vereinigte Staaten | 44             | SF/SG    | 1982–1983      | North Carolina State |
| Rod Thorn       | Vereinigte Staaten | 44             | SG       | 1967–1970      | West Virginia        |
| Sedale Threatt  | Vereinigte Staaten | 4              | PG       | 1987–1990      | West Virginia Tech   |
| Ray Tolbert     | Vereinigte Staaten | 33             | PF       | 1981–1982      | Indiana Hoosiers     |
| Dean Tolson     | Vereinigte Staaten | 20             | PF       | 1974 1976–1977 | Arkansas             |
| John Tresvant   | Vereinigte Staaten | 30             | PF/C     | 1968–1969      | Seattle              |
| Al Tucker       | Vereinigte Staaten | 33             | SF       | 1967–1968      | Oklahoma Baptist     |

## V
| Spieler      | Nationalität       | Trikotnummer/n | Position | Jahre     | Ausbildung     |
| ------------ | ------------------ | -------------- | -------- | --------- | -------------- |
| Sam Vincent  | Vereinigte Staaten | 11             | PG       | 1987      | Michigan State |
| Fred Vinson  | Vereinigte Staaten | 24             | SG       | 1999      | Georgia Tech   |
| Danny Vranes | Vereinigte Staaten | 23             | PF       | 1981–1985 | Utah           |

## W
| Spieler            | Nationalität       | Trikotnummer/n | Position | Jahre          | Ausbildung               |
| ------------------ | ------------------ | -------------- | -------- | -------------- | ------------------------ |
| Wally Walker       | Vereinigte Staaten | 42             | SF       | 1977–1981      | Virginia                 |
| Earl Watson        | Vereinigte Staaten | 25             | PG       | 2001 2006–2007 | UCLA                     |
| Slick Watts        | Vereinigte Staaten | 13             | PG       | 1973–1977      | Xavier (Louisiana)       |
| Nick Weatherspoon  | Vereinigte Staaten | 12             | SF       | 1976           | Illinois                 |
| Marvin Webster     | Vereinigte Staaten | 40             | C        | 1977           | Morgan State             |
| Bob Weiss          | Vereinigte Staaten | 12             | PG       | 1967           | Pennsylvania State       |
| Paul Westphal      | Vereinigte Staaten | 44             | SG       | 1980           | USC                      |
| Delonte West       | Vereinigte Staaten | 2              | SG/PG    | 2007           | Saint Joseph’s           |
| Rudy White         | Vereinigte Staaten | 10             | SG       | 1980           | Arizona State            |
| Chris Wilcox       | Vereinigte Staaten | 54             | PF/C     | 2005–2007      | Maryland                 |
| Lenny Wilkens+     | Vereinigte Staaten | 19             | PG       | 1968–1971      | Providence               |
| Bob Wilkerson      | Vereinigte Staaten | 33             | SF/SG    | 1976           | Indiana                  |
| Damien Wilkins     | Vereinigte Staaten | 12, 21         | SF/SG    | 2004–2007      | Georgia                  |
| Mike Wilks         | Vereinigte Staaten | 29             | PG       | 2005–2006 2007 | Rice                     |
| Aaron Williams     | Vereinigte Staaten | 15             | PF/C     | 1997–1998      | Xavier                   |
| Gus Williams^      | Vereinigte Staaten | 1              | PG       | 1977–1983      | USC                      |
| Kevin Williams     | Vereinigte Staaten | 30             | PG       | 1986–1987      | St. John’s               |
| Milt Williams      | Vereinigte Staaten | 12             | SG       | 1973           | St. John’s               |
| Shammond Williams  | Vereinigte Staaten | 1              | PG/SG    | 1999–2001      | North Carolina           |
| George Wilson      | Vereinigte Staaten | 15             | C        | 1967           | Cincinnati               |
| Lee Winfield       | Vereinigte Staaten | 11             | PG       | 1969–1972      | North Texas              |
| David Wingate      | Vereinigte Staaten | 25             | SG/SF    | 1995–1997      | Georgetown               |
| Dontonio Wingfield | Vereinigte Staaten | 34             | SF/PF    | 1994           | Cincinnati               |
| Willie Wise        | Vereinigte Staaten | 42             | SF       | 1977           | Drake                    |
| Rubén Wolkowyski   | Argentinien        | 45             | C        | 2000           | Estudiantes de Olavarría |
| Al Wood            | Vereinigte Staaten | 4              | SF/SG    | 1983–1985      | North Carolina           |
| Joby Wright        | Vereinigte Staaten | 14, 20         | SF/SG    | 1972           | Indiana                  |

## Y
| Spieler     | Nationalität       | Trikotnummer/n | Position | Jahre     | Ausbildung  |
| ----------- | ------------------ | -------------- | -------- | --------- | ----------- |
| Danny Young | Vereinigte Staaten | 22             | PG       | 1984–1987 | Wake Forest |

## Z
| Spieler        | Nationalität | Trikotnummer/n | Position | Jahre | Ausbildung |
| -------------- | ------------ | -------------- | -------- | ----- | ---------- |
| Jiří Zídek Jr. | Tschechien   | 52             | C        | 1997  | UCLA       |

## Spieler

### Nicht mehr vergebene Trikotnummern
| Nicht mehr vergebene Trikotnummern | Nicht mehr vergebene Trikotnummern | Nicht mehr vergebene Trikotnummern | Nicht mehr vergebene Trikotnummern |
| Nr.                                | Spieler                            | Position                           | Spielzeit                          |
| ---------------------------------- | ---------------------------------- | ---------------------------------- | ---------------------------------- |
| 1                                  | Gus Williams                       | Guard                              | 1977–1984                          |
| 10                                 | Nate McMillan                      | Guard                              | 1986–19981                         |
| 19                                 | Lenny Wilkens                      | Guard                              | 1968–19722                         |
| 24                                 | Spencer Haywood                    | Forward                            | 1971–1975                          |
| 32                                 | Fred Brown                         | Guard                              | 1971–1984                          |
| 43                                 | Jack Sikma                         | Center                             | 1977–1986                          |

Anmerkungen
1 Zudem Head Coach von 2000 bis 2005.
2 Zudem Head Coach von 1969–1972 und 1977–1985.

### Mitglieder der Basketball Hall of Fame
| SuperSonics-Spieler und -Trainer in der Naismith Memorial Basketball Hall of Fame | SuperSonics-Spieler und -Trainer in der Naismith Memorial Basketball Hall of Fame | SuperSonics-Spieler und -Trainer in der Naismith Memorial Basketball Hall of Fame | SuperSonics-Spieler und -Trainer in der Naismith Memorial Basketball Hall of Fame | SuperSonics-Spieler und -Trainer in der Naismith Memorial Basketball Hall of Fame |
| Spieler                                                                           | Spieler                                                                           | Spieler                                                                           | Spieler                                                                           | Spieler                                                                           |
| Nr.                                                                               | Name                                                                              | Position                                                                          | Spielzeit                                                                         | Aufnahme                                                                          |
| --------------------------------------------------------------------------------- | --------------------------------------------------------------------------------- | --------------------------------------------------------------------------------- | --------------------------------------------------------------------------------- | --------------------------------------------------------------------------------- |
| 19                                                                                | Lenny Wilkens1                                                                    | G                                                                                 | 1968–1972                                                                         | 1989                                                                              |
| 44                                                                                | David Thompson                                                                    | F/G                                                                               | 1982–1984                                                                         | 1996                                                                              |
| 33                                                                                | Patrick Ewing2                                                                    | C                                                                                 | 2000–2001                                                                         | 2008                                                                              |
| 24                                                                                | Dennis Johnson3                                                                   | G                                                                                 | 1976–1980                                                                         | 2010                                                                              |
| 2 20                                                                              | Gary Payton                                                                       | G                                                                                 | 1990–2003                                                                         | 2013                                                                              |
| 30                                                                                | Šarūnas Marčiulionis                                                              | G                                                                                 | 1994–1995                                                                         | 2014                                                                              |
| 24                                                                                | Spencer Haywood                                                                   | F/C                                                                               | 1970–1975                                                                         | 2015                                                                              |
| Trainer                                                                           |                                                                                   |                                                                                   |                                                                                   |                                                                                   |
| Nr.                                                                               | Name                                                                              | Position                                                                          | Zeitraum                                                                          | Aufnahme                                                                          |
| —                                                                                 | Bill Russell4                                                                     | Head Coach                                                                        | 1973–1977                                                                         | 1975                                                                              |
| —                                                                                 | K. C. Jones4                                                                      | Head Coach                                                                        | 1990–1992                                                                         | 1989                                                                              |
| —                                                                                 | Lenny Wilkens1                                                                    | Head Coach                                                                        | 1969–1972 1977–1985                                                               | 1998                                                                              |

Anmerkungen
1 Insgesamt wurde Wilkens dreimal in die Hall of Fame aufgenommen – als Spieler, Trainer und Mitglied der US-amerikanischen Olympiamannschaft 1992.
2 Insgesamt wurde Ewing zweimal in die Hall of Fame aufgenommen – als Spieler und Mitglied der US-amerikanischen Olympiamannschaft 1992.
3 Postum aufgenommen.
4 Als Spieler aufgenommen, spielte jedoch nie für die SuperSonics.

### Mitglieder der FIBA Hall of Fame
| SuperSonics-Spieler in der FIBA Hall of Fame | SuperSonics-Spieler in der FIBA Hall of Fame | SuperSonics-Spieler in der FIBA Hall of Fame | SuperSonics-Spieler in der FIBA Hall of Fame | SuperSonics-Spieler in der FIBA Hall of Fame |
| Spieler                                      | Spieler                                      | Spieler                                      | Spieler                                      | Spieler                                      |
| Nr.                                          | Name                                         | Position                                     | Spielzeit                                    | Aufnahme                                     |
| -------------------------------------------- | -------------------------------------------- | -------------------------------------------- | -------------------------------------------- | -------------------------------------------- |
| 30                                           | Šarūnas Marčiulionis                         | G                                            | 1994–1995                                    | 2015                                         |

## Teamrekorde
| Kategorie | Spieler                 | Wert | Datum                             |
| --------- | ----------------------- | ---- | --------------------------------- |
| Punkte    | Fred Brown              | 58   | 23. März 1974                     |
| Rebounds  | Jim Fox                 | 30   | 26. Dezember 1973                 |
| Assists   | Nate McMillan           | 25   | 23. Februar 1987                  |
| Steals    | Fred Brown Gus Williams | 10   | 3. Dezember 1976 22. Februar 1978 |

| Kategorie          | Spieler         | Wert  | Saison   |
| ------------------ | --------------- | ----- | -------- |
| Punkte             | Dale Ellis      | 2.253 | 1988/89  |
| Punkte pro Spiel   | Spencer Haywood | 29,2  | 1972/731 |
| Rebounds           | Jack Sikma      | 1.038 | 1981/82  |
| Rebounds pro Spiel | Spencer Haywood | 13,4  | 1973/74  |
| Assists            | Lenny Wilkens   | 766   | 1971/72  |
| Assists pro Spiel  | Lenny Wilkens   | 9,6   | 1971/72  |
| Steals             | Slick Watts     | 261   | 1975/76  |
| Steals pro game    | Slick Watts     | 3,18  | 1975/76  |

Anmerkungen
1 Bob Rule erreichte in der Saison 1970/71 29,8 Punkte pro Spiel für die SuperSonics, spielte jedoch nur vier Spiele und verfehlte so die Mindestspielgröße.

### Saisonübergreifend
Punkte während der regulären Saison (bis einschließlich 2007/08)
- 1. Gary Payton (18.207)
- 2. Fred Brown (14.018)
- 3. Jack Sikma (12.258)
- 4. Rashard Lewis (12.034)
- 5. Shawn Kemp (10.148)
- 6. Gus Williams (9.676)
- 7. Dale Ellis (9.405)
- 8. Xavier McDaniel (8.438)
- 9. Spencer Haywood (8.131)
- 10. Tom Chambers (8.028)
- 11. Ray Allen (7.237)
- 12. Detlef Schrempf (6.870)
- 13. Dick Snyder (6.507)
- 14. Derrick McKey (6.159)
- 15. Lenny Wilkens (6.010)
- 16. Bob Rule (5.646)
- 17. Vin Baker (5.054)
- 18. Sam Perkins (4.844)
- 19. Nate McMillan (4.733)
- 20. Dennis Johnson (4.590)
- 21. Lonnie Shelton (4.460)
- 22. Ricky Pierce (4.393)
- 23. Brent Barry (4.107)
- 24. Tom Meschery (4.050)
- 25. Hersey Hawkins (3.798)
- 26. Michael Cage (3.742)
- 27. Eddie Johnson (3.714)
- 28. John Johnson (3.608)
- 29. Slick Watts (3.396)
- 30. Al Wood (3.265)

Weitere Rekorde während der regulären Saison (bis einschließlich 2007/08)
| Gespielte Minuten | Gespielte Minuten |
| Spieler           | Minuten           |
| ----------------- | ----------------- |
| Gary Payton       | 36.858            |
| Jack Sikma        | 24.707            |
| Fred Brown        | 24.422            |
| Rashard Lewis     | 20.921            |
| Nate McMillan     | 20.462            |

| Rebounds        | Rebounds |
| Spieler         | Rebounds |
| --------------- | -------- |
| Jack Sikma      | 7.729    |
| Shawn Kemp      | 5.978    |
| Gary Payton     | 4.240    |
| Michael Cage    | 3.975    |
| Spencer Haywood | 3.954    |

| Assists       | Assists |
| Spieler       | Assists |
| ------------- | ------- |
| Gary Payton   | 7.384   |
| Nate McMillan | 4.893   |
| Fred Brown    | 3.160   |
| Gus Williams  | 2.865   |
| Lenny Wilkens | 2.777   |

| Steals        | Steals |
| Spieler       | Steals |
| ------------- | ------ |
| Gary Payton   | 2.107  |
| Nate McMillan | 1.544  |
| Fred Brown    | 1.149  |
| Gus Williams  | 1.086  |
| Slick Watts   | 833    |

| Blocks        | Blocks |
| Spieler       | Blocks |
| ------------- | ------ |
| Shawn Kemp    | 959    |
| Jack Sikma    | 705    |
| Alton Lister  | 500    |
| Tom Burleson  | 420    |
| Derrick McKey | 375    |

| Kategorie              | Spieler       | Wert   |
| ---------------------- | ------------- | ------ |
| Spiele                 | Gary Payton   | 999    |
| Gespielte Minuten      | Gary Payton   | 36.858 |
| Punkte                 | Gary Payton   | 18.207 |
| Feldpunkte             | Gary Payton   | 7.292  |
| Feldpunktversuche      | Gary Payton   | 15.562 |
| Dreipunktewürfe        | Rashard Lewis | 918    |
| Dreipunktewurfversuche | Gary Payton   | 2,855  |
| Freiwürfe              | Jack Sikma    | 3.044  |
| Freiwurfversuche       | Shawn Kemp    | 3,808  |
| Offensive Rebounds     | Shawn Kemp    | 2.145  |
| Defensive Rebounds     | Jack Sikma    | 5.948  |
| Rebounds gesamt        | Jack Sikma    | 7.729  |
| Assists                | Gary Payton   | 7.384  |
| Steals                 | Gary Payton   | 2.107  |
| Geblockte Würfe        | Shawn Kemp    | 959    |
| Turnovers              | Gary Payton   | 2,507  |
| Persönliche Fouls      | Gary Payton   | 2.577  |

| Kategorie              | Spieler         | Wert  |
| ---------------------- | --------------- | ----- |
| Gespielte Minuten      | Spencer Haywood | 40,36 |
| Punkte                 | Ray Allen       | 26,44 |
| Feldpunkte             | Spencer Haywood | 9,72  |
| Feldpunktversuche      | Spencer Haywood | 21.01 |
| Dreipunktewürfe        | Ray Allen       | 3,45  |
| Dreipunktewurfversuche | Ray Allen       | 8,37  |
| Freiwürfe              | Lenny Wilkens   | 6,25  |
| Freiwurfversuche       | Lenny Wilkens   | 7,99  |
| Offensive Rebounds     | Marvin Webster  | 4,40  |
| Defensive Rebounds     | Jack Sikma      | 8,32  |
| Rebounds gesamt        | Marvin Webster  | 12,62 |
| Assists                | Lenny Wilkens   | 9,02  |
| Steals                 | Slick Watts     | 2,47  |
| Geblockte Würfe        | Alton Lister    | 2,09  |
| Turnovers              | Marvin Webster  | 3,13  |
| Persönliche Fouls      | Danny Fortson   | 4,01  |

### Individuelle Auszeichnungen
NBA Defensive Player of the Year
- Gary Payton: 1996

NBA Rookie of the Year Award
- Kevin Durant: 2008

NBA Finals MVP Award
- Dennis Johnson: 1979

NBA Executive of the Year
- Zollie Volchok: 1983
- Bob Whitsitt: 1994

NBA Most Improved Player Award
- Dale Ellis: 1987

J. Walter Kennedy Citizenship Award
- Slick Watts: 1976

NBA Sportsmanship Award
- Hersey Hawkins: 1999
- Ray Allen: 2003

NBA All-Star Game MVPs
- Lenny Wilkens: 1971
- Tom Chambers: 1987

NBA All-Star Game Head Coaches
- Lenny Wilkens: 1979, 1980
- George Karl: 1994, 1996, 1998

All-NBA First Team
- Spencer Haywood: 1972, 1973
- Gus Williams: 1982
- Gary Payton: 1998, 2000

All-NBA Second Team
- Spencer Haywood: 1974, 1975
- Dennis Johnson: 1980
- Gus Williams: 1980
- Shawn Kemp: 1994, 1995, 1996
- Gary Payton: 1995, 1996, 1997, 1999, 2002
- Vin Baker: 1998
- Ray Allen: 2005

All-NBA Third Team
- Dale Ellis: 1989
- Gary Payton: 1994, 2001
- Detlef Schrempf: 1995

NBA All-Defensive First Team
- Slick Watts: 1976
- Dennis Johnson: 1979, 1980
- Gary Payton: 1994, 1995, 1996, 1997, 1998, 1999, 2000, 2001, 2002

NBA All-Defensive Second Team
- Lonnie Shelton: 1982
- Jack Sikma: 1982
- Danny Vranes: 1985
- Nate McMillan: 1994, 1995

NBA All-Rookie First Team
- Bob Rule: 1968
- Al Tucker: 1968
- Art Harris: 1969
- Tom Burleson: 1975
- Jack Sikma: 1978
- Xavier McDaniel: 1986
- Derrick McKey: 1988
- Jeff Green: 2008
- Kevin Durant: 2008

NBA All-Rookie Second Team
- Gary Payton: 1991
- Desmond Mason: 2001
- Vladimir Radmanović: 2002

## Trainer
| Trainer            | Nationalität       | Jahre               | Sieg/Niederlage-Verhältnis | Bestes Ergebnis                    |
| ------------------ | ------------------ | ------------------- | -------------------------- | ---------------------------------- |
| Al Bianchi         | Vereinigte Staaten | 1967–1968           | 53:111 (32,3 %)            | 5. Platz in der Western Division   |
| Lenny Wilkens      | Vereinigte Staaten | 1969–1971 1977–1984 | 478:402 (54,3 %)           | NBA-Sieger 1979                    |
| Tom Nissalke       | Vereinigte Staaten | 1972                | 13:32 (28,9 %)             | 4. Platz in der Pacific Division   |
| Bucky Buckwalter   | Vereinigte Staaten | 1972                | 13:24 (34,1 %)             | 4. Platz in der Pacific Division   |
| Bill Russell       | Vereinigte Staaten | 1973–1976           | 162:166 (49,4 %)           | Halbfinale Western (1975, 1976)    |
| Bob Hopkins        | Vereinigte Staaten | 1977                | 5:17 (22,7 %)              |                                    |
| Bernie Bickerstaff | Vereinigte Staaten | 1985–1989           | 202:208 (49,3 %)           | Finale Western (1987)              |
| K. C. Jones        | Vereinigte Staaten | 1990–1991           | 59:59 (50 %)               | Halbfinale Western (1992)          |
| Bob Kloppenburg    | Vereinigte Staaten | 1992                | 2:2 (50 %)                 | Halbfinale Western (1992)          |
| George Karl        | Vereinigte Staaten | 1992–1997           | 384:150 (71,9 %)           | NBA-Finale (1996)                  |
| Paul Westphal      | Vereinigte Staaten | 1998–2000           | 76:71 (51,7 %)             | 1. Runde Western (2000)            |
| Nate McMillan      | Vereinigte Staaten | 2000–2004           | 212:183 (53,7 %)           | Halbfinale Western (2005)          |
| Bob Weiss          | Vereinigte Staaten | 2005                | 13:17 (43,3 %)             | 3. Platz in der Northwest Division |
| Bob Hill           | Vereinigte Staaten | 2006–2006           | 53:81 (39,6 %)             | 3. Platz in der Northwest Division |
| P. J. Carlesimo    | Vereinigte Staaten | 2007                | 20:62 (24,4 %)             | 5. Platz in der Northwest Division |